# Campionati del mondo di atletica leggera 2015 - 100 metri piani maschili
La gara dei 100 metri piani maschili si è svolta tra sabato 22 e domenica 23 agosto 2015.

## Podio
| Pos.    | Atleta                          | Nazionalità        | Tempo |
| ------- | ------------------------------- | ------------------ | ----- |
| Oro     | Usain Bolt                      | Giamaica           | 9"79  |
| Argento | Justin Gatlin                   | Stati Uniti        | 9"80  |
| Bronzo  | Trayvon Bromell Andre De Grasse | Stati Uniti Canada | 9"92  |

## Situazione pre-gara

### Record
Prima di questa competizione, il record del mondo (RM) e il record dei campionati (RC) erano i seguenti.
| Record                | Prestazione | Atleta              | Data                             | Competizione  |
| --------------------- | ----------- | ------------------- | -------------------------------- | ------------- |
| Record mondiale       | 9"58        | Usain Bolt Giamaica | 16 agosto 2009 Berlino, Germania | Mondiali 2009 |
| Record dei campionati | 9"58        | Usain Bolt Giamaica | 16 agosto 2009 Berlino, Germania | Mondiali 2009 |

### Campioni in carica
I campioni in carica a livello mondiale e olimpico erano:
| Campione | Atleta              | Prestazione | Data                              | Competizione         |
| -------- | ------------------- | ----------- | --------------------------------- | -------------------- |
| Olimpico | Usain Bolt Giamaica | 9"63        | 5 agosto 2012 Londra, Regno Unito | Giochi olimpici 2012 |
| Mondiale | Usain Bolt Giamaica | 9"77        | 11 agosto 2013 Mosca, Russia      | Mondiali 2013        |

### La stagione
Prima di questa gara, gli atleti con le migliori tre prestazioni dell'anno erano:
| Pos. | Atleta                      | Prestazione | Data                               |
| ---- | --------------------------- | ----------- | ---------------------------------- |
| 1    | Justin Gatlin Stati Uniti   | 9"74        | 15 maggio 2015 Doha, Qatar         |
| 2    | Asafa Powell Giamaica       | 9"81        | 4 luglio 2015 Saint-Denis, Francia |
| 3    | Trayvon Bromell Stati Uniti | 9"84        | 25 giugno 2015 Eugene, Stati Uniti |

## Risultati

### Turno preliminare
Le batterie preliminari si sono svolte sabato 22 agosto 2015 a partire dalle ore 12:40.

Qualificazione: i primi tre di ogni serie (Q) e i tre tempi migliori tra gli esclusi (q) si qualificano alle batterie.
| Pos. | Batteria | Nome                      | Nazionalità         | Tempo | Note                                     |
| ---- | -------- | ------------------------- | ------------------- | ----- | ---------------------------------------- |
| 1    | 2        | Barakat Mubarak Al-Harthi | Oman                | 10"31 | Q                                        |
| 2    | 1        | Ratu Banuve Tabakaucoro   | Figi                | 10"50 | Q                                        |
| 3    | 3        | Jeffrey Vanan             | Suriname            | 10"55 | Q                                        |
| 4    | 1        | Hassan Saaid              | Maldive             | 10"56 | Q                                        |
| 5    | 3        | Holder Da Silva           | Guinea-Bissau       | 10"58 | Q                                        |
| 6    | 2        | Rodman Teltull            | Palau               | 10"71 | Q                                        |
| 7    | 1        | Fakhri bin Ismail         | Brunei              | 10"73 | Q                                        |
| 8    | 3        | Yendountien Tiebekabe     | Togo                | 10"76 | Q                                        |
| 9    | 1        | Mark Anderson             | Belize              | 10"84 | q                                        |
| 10   | 3        | Yaspi Boby                | Indonesia           | 10"85 | q                                        |
| 11   | 3        | Mahamat Goubaye Youssouf  | Ciad                | 10"92 | q                                        |
| 12   | 2        | Riste Pandev              | Macedonia           | 10"94 | Q                                        |
| 13   | 1        | João De Barros            | São Tomé e Príncipe | 11"07 |                                          |
| 14   | 1        | La Shondra David Mosa'Ati | Tonga               | 11"08 | Miglior prestazione personale            |
| 15   | 3        | Rossene Mpingo            | RD del Congo        | 11"10 | Miglior prestazione personale            |
| 16   | 1        | Mohamed Lamine Dansoko    | Guinea              | 11"11 | Miglior prestazione personale            |
| 17   | 3        | Masbah Ahmmed             | Bangladesh          | 11"13 | Miglior prestazione personale stagionale |
| 18   | 2        | Womel Brandy Mento        | Vanuatu             | 11"17 | Miglior prestazione personale            |
| 19   | 2        | Gregory Bradai            | Polinesia francese  | 11"29 | Miglior prestazione personale            |
| 20   | 3        | Jidou El Moctar           | Mauritania          | 11"30 | Miglior prestazione personale            |
| 21   | 1        | Wang Kuong Leong          | Macao               | 11"31 | Miglior prestazione personale stagionale |
| 22   | 3        | Claytus Taqimama          | Isole Salomone      | 11"58 | Miglior prestazione personale            |
| 23   | 2        | Etimoni Timuani           | Tuvalu              | 11"72 | Miglior prestazione personale            |
| 24   | 2        | M. Dagiero Dagiero        | Nauru               | 11"81 | Miglior prestazione personale            |
| 25   | 1        | Kimwaua Makin             | Kiribati            | 11"98 | Miglior prestazione personale stagionale |
| 26   | 2        | Tashi Dendup              | Bhutan              | 12"15 | Record nazionale                         |
| -    | 2        | Béranger Bossé            | Rep. Centrafricana  | dq    | [ 1 ]                                    |

### Batterie
La prima batteria si è corsa alle 19:20 del 22 agosto 2015.

Qualificazione: i primi tre di ogni serie (Q) e i tre tempi migliori tra gli esclusi (q) si qualificano alle semifinali.
| Pos. | Batteria | Nome                      | Nazionalità         | Tempo | Note                                     |
| ---- | -------- | ------------------------- | ------------------- | ----- | ---------------------------------------- |
| 1    | 6        | Justin Gatlin             | Stati Uniti         | 9"83  | Q                                        |
| 2    | 4        | Trayvon Bromell           | Stati Uniti         | 9"91  | Q                                        |
| 3    | 5        | Jimmy Vicaut              | Francia             | 9"92  | Q                                        |
| 4    | 1        | Asafa Powell              | Giamaica            | 9"95  | Q                                        |
| 5    | 7        | Usain Bolt                | Giamaica            | 9"96  | Q                                        |
| 6    | 7        | Mike Rodgers              | Stati Uniti         | 9"97  | Q                                        |
| 7    | 5        | Andre De Grasse           | Canada              | 9"99  | Q                                        |
| 7    | 3        | Femi Ogunode              | Qatar               | 9"99  | Q                                        |
| 9    | 3        | Ramon Gittens             | Barbados            | 10"02 | Q                                        |
| 10   | 1        | Bingtian Su               | Cina                | 10"03 | Q                                        |
| 10   | 6        | Aaron Brown               | Canada              | 10"03 | Q                                        |
| 12   | 5        | Jak Ali Harvey            | Turchia             | 10"04 | Q                                        |
| 13   | 3        | Ben Youssef Meïté         | Costa d'Avorio      | 10"05 | Q                                        |
| 13   | 4        | Chijindu Ujah             | Gran Bretagna       | 10"05 | Q                                        |
| 15   | 7        | Churandy Martina          | Paesi Bassi         | 10"06 | Q                                        |
| 16   | 6        | Henricho Bruintjies       | Sudafrica           | 10"07 | Q                                        |
| 17   | 1        | Akani Simbine             | Sudafrica           | 10"09 | Q                                        |
| 18   | 6        | Hassan Taftian            | Iran                | 10"10 | q                                        |
| 19   | 2        | Tyson Gay                 | Stati Uniti         | 10"11 | Q                                        |
| 20   | 3        | Richard Kilty             | Gran Bretagna       | 10"12 | q                                        |
| 20   | 7        | Levi Cadogan              | Barbados            | 10"12 | q                                        |
| 22   | 5        | James Dasaolu             | Gran Bretagna       | 10"13 |                                          |
| 22   | 3        | Peimeng Zhang             | Cina                | 10"13 | Miglior prestazione personale stagionale |
| 24   | 4        | Julian Reus               | Germania            | 10"14 | Q                                        |
| 25   | 1        | Kei Takase                | Giappone            | 10"15 |                                          |
| 26   | 6        | Kim Collins               | Saint Kitts e Nevis | 10"16 |                                          |
| 27   | 7        | Yancarlos Martínez        | Rep. Dominicana     | 10"19 |                                          |
| 27   | 2        | Nickel Ashmeade           | Giamaica            | 10"19 | Q                                        |
| 29   | 5        | Justyn Warner             | Canada              | 10"20 |                                          |
| 30   | 6        | Aziz Ouhadi               | Marocco             | 10"22 |                                          |
| 31   | 4        | Antoine Adams             | Saint Kitts e Nevis | 10"23 |                                          |
| 32   | 4        | Barakat Mubarak Al-Harthi | Oman                | 10"24 |                                          |
| 32   | 2        | Christophe Lemaitre       | Francia             | 10"24 | Q                                        |
| 34   | 7        | Reza Ghasemi              | Iran                | 10"25 |                                          |
| 35   | 6        | Yazaldes Nascimento       | Portogallo          | 10"29 |                                          |
| 35   | 5        | Hua Wilfried Koffi        | Costa d'Avorio      | 10"29 |                                          |
| 37   | 4        | Sven Knipphals            | Germania            | 10"31 |                                          |
| 38   | 2        | Kemar Hyman               | Isole Cayman        | 10"32 |                                          |
| 39   | 5        | Brijesh Lawrence          | Saint Kitts e Nevis | 10"40 |                                          |
| 40   | 5        | Ratu Banuve Tabakaucoro   | Figi                | 10"41 |                                          |
| 40   | 1        | Jacques Riparelli         | Italia              | 10"41 |                                          |
| 42   | 7        | Hassan Saaid              | Maldive             | 10"42 | Record nazionale                         |
| 43   | 1        | Kukyoung Kim              | Corea del Sud       | 10"48 |                                          |
| 44   | 3        | Jeffrey Vanan             | Suriname            | 10"57 |                                          |
| 45   | 1        | Yaspi Boby                | Indonesia           | 10"65 |                                          |
| 46   | 2        | Holder Da Silva           | Guinea-Bissau       | 10"68 |                                          |
| 47   | 2        | Rodman Teltull            | Palau               | 10"72 |                                          |
| 47   | 7        | Fakhri bin Ismail         | Brunei              | 10"72 |                                          |
| 49   | 3        | Yendountien Tiebekabe     | Togo                | 10"74 |                                          |
| 50   | 3        | Keston Bledman            | Trinidad e Tobago   | 10"75 |                                          |
| 51   | 4        | Mark Anderson             | Belize              | 10"87 |                                          |
| 52   | 6        | Mahamat Goubaye Youssouf  | Ciad                | 10"92 |                                          |
| 53   | 5        | Riste Pandev              | Macedonia           | 11"31 |                                          |
| -    | 2        | Anaso Jobodwana           | Sudafrica           | dq    | [ 1 ]                                    |
| -    | 4        | Mosito Lehata             | Lesotho             | dns   |                                          |
| -    | 4        | Rondel Sorrillo           | Trinidad e Tobago   | dns   |                                          |

### Semifinale
Qualificazione: i primi due di ogni serie (Q) e i due tempi migliori tra gli esclusi (q) si qualificano alla finale.
| Pos. | Batteria | Nome                | Nazionalità    | Tempo | Note |
| ---- | -------- | ------------------- | -------------- | ----- | ---- |
| 1    | 2        | Justin Gatlin       | Stati Uniti    | 9"77  | Q    |
| 2    | 2        | Mike Rodgers        | Stati Uniti    | 9"86  | Q    |
| 3    | 1        | Usain Bolt          | Giamaica       | 9"96  | Q    |
| 3    | 1        | Andre De Grasse     | Canada         | 9"96  | Q    |
| 3    | 3        | Tyson Gay           | Stati Uniti    | 9"96  | Q    |
| 6    | 3        | Asafa Powell        | Giamaica       | 9"97  | Q    |
| 7    | 3        | Jimmy Vicaut        | Francia        | 9"99  | q    |
| 7    | 1        | Trayvon Bromell     | Stati Uniti    | 9"99  | q    |
| 7    | 1        | Bingtian Su         | Cina           | 9"99  | q    |
| 10   | 2        | Femi Ogunode        | Qatar          | 10"00 |      |
| 11   | 2        | Akani Simbine       | Sudafrica      | 10"02 |      |
| 12   | 3        | Ramon Gittens       | Barbados       | 10"04 |      |
| 13   | 2        | Chijindu Ujah       | Gran Bretagna  | 10"05 |      |
| 14   | 2        | Nickel Ashmeade     | Giamaica       | 10"06 |      |
| 15   | 1        | Jak Ali Harvey      | Turchia        | 10"08 |      |
| 16   | 3        | Churandy Martina    | Paesi Bassi    | 10"09 |      |
| 17   | 2        | Aaron Brown         | Canada         | 10"15 |      |
| 18   | 3        | Ben Youssef Meïté   | Costa d'Avorio | 10"17 |      |
| 19   | 2        | Levi Cadogan        | Barbados       | 10"19 |      |
| 20   | 1        | Christophe Lemaitre | Francia        | 10"20 |      |
| 20   | 3        | Hassan Taftian      | Iran           | 10"20 |      |
| 20   | 3        | Richard Kilty       | Gran Bretagna  | 10"20 |      |
| 23   | 1        | Henricho Bruintjies | Sudafrica      | 10"21 |      |
| 24   | 1        | Julian Reus         | Germania       | 10"28 |      |

### Finale
La finale si è svolta domenica 23 agosto alle ore 15:15.
| Pos. | Corsia | Nome            | Nazionalità | Tempo | Note                                     |
| ---- | ------ | --------------- | ----------- | ----- | ---------------------------------------- |
|      | 5      | Usain Bolt      | Giamaica    | 9"79  | Miglior prestazione personale stagionale |
|      | 7      | Justin Gatlin   | Stati Uniti | 9"80  |                                          |
|      | 3      | Trayvon Bromell | Stati Uniti | 9"92  |                                          |
|      | 9      | Andre De Grasse | Canada      | 9"92  | Miglior prestazione personale            |
| 5    | 4      | Mike Rodgers    | Stati Uniti | 9"94  |                                          |
| 6    | 6      | Tyson Gay       | Stati Uniti | 10"00 |                                          |
| 7    | 8      | Asafa Powell    | Giamaica    | 10"00 |                                          |
| 8    | 1      | Jimmy Vicaut    | Francia     | 10"00 |                                          |
| 9    | 2      | Bingtian Su     | Cina        | 10"06 |                                          |